# Ricardo Zinn
Ricardo Mansueto Zinn (1926 - 3 de mayo de 1995) fue un economista argentino que se desempeñó como funcionario durante diversos gobiernos constitucionales y de facto. Se lo reconoce como el autor intelectual del Rodrigazo.
Con posterioridad fue asesor de María Julia Alsogaray en las privatizaciones de ENTel y Somisa, junto con Mariano Grondona (h). Fue director del Banco de Italia y Río de la Plata y presidente de Sevel, del Grupo Macri.

## Biografía

### Funcionario de la Revolución Argentina
Fue secretario de Coordinación del ministerio de Economía de Arturo Frondizi y luego asesor en temas financieros de los gabinetes de facto de Roberto Levingston y Alejandro Lanusse.

### Gestión durante el gobierno de María Estela Martínez de Perón
Celestino Rodrigo juró como ministro de economía el 2 de junio. Zinn fue nombrado secretario de Programación y Coordinación Económica. Llegaba desde afuera del gobierno, por sus fuertes vínculos con los grupos empresarios, particularmente el CEA (Consejo Empresario Argentino), que integraba José Martínez de Hoz y que tuvo activa participación desestabilizadora en las semanas previas al golpe del 24 de marzo. En el CEA se destacaban las presencias de Fortabat y Pérez Companc, justamente los grupos que fueron beneficiarios de contratos con el Estado en dictadura.
Rodrigo anunció el plan de ajuste, que fue conocido como Rodrigazo, 48 horas después de asumir. Zinn es considerado el autor intelectual del plan. El valor del dólar aumentaba al 100 por ciento, las tarifas de servicios públicos ajustes  al 75 por ciento; los combustibles, 180 por ciento; los pasajes en colectivo y en tren, 50 al 120 por ciento. Los precios de los artículos de consumo fueron remarcados de inmediato en proporción a esas subas. Los salarios, con un ajuste general del 46 por ciento, quedaron rezagados, pero se desató un nivel de conflictividad y de inflación que ya no se detendría.

### Gestión en el Proceso de Reorganización Nacional
Durante el Proceso de Reorganización Nacional, Ricardo  Zinn fue asesor de José Martínez de Hoz y uno de los artífices del plan económico al interior del grupo Azcuénaga. Más tarde diseñó los fundamentos del Plan de Entidades Financieras. 
Una vez acabada la última dictadura militar, Zinn fue hombre de la Ucedé, tuvo fuertes relaciones con la Fundación de Investigaciones Económicas Latinoamericanas (FIEL), el Consejo Argentino para las Relaciones Internacionales (CARI), y la Asociación de Bancos Argentinos (ADEBA), al tiempo que colaboró frecuentemente con La Nación. En los primeros años de la presidencia de Carlos Menem fue asesor de María Julia Alsogaray en las privatizaciones de ENTel y Somisa, junto con Mariano Grondona (h).

### Ámbito privado
Fue director del Banco de Italia y Río de la Plata (ligado al grupo FIAT) y presidente de Sevel.
Ricardo Zinn fue impulsor del Centro de Estudios Macroeconómicos de la Argentina (CEMA) y la Escuela de Dirección y Negocios, IAE, hoy parte de la Universidad Austral, y asesor de dirección de la publicación política A fondo. Junto al empresario Gilberto Montagna creó la Fundación Carlos Pellegrini, otro nucleamiento liberal-conservador y participó en la Fundación Piñeiro Pacheco.

### Fallecimiento
Falleció en un accidente de aviación cerca de Quito, Ecuador, cuando concurría junto al presidente y CEO de YPF, José Estenssoro, a una reunión de ejecutivos petroleros sudamericanos, junto a otros ejecutivos del sector energético sudamericano el 3 de mayo de 1995. El avión ejecutivo Gulfstream II (de matrícula norteamericana N409MA) alquilado a American Jet, se desvió por error de los pilotos en aproximación final al Aeropuerto Mariscal Sucre e impactó contra una de las laderas del Volcán Sincholagua, ubicado a 45 kilómetros al sureste de Quito, y matando a todos los siete ocupantes. Iban también a bordo el gerente general de la chilena ENAP, el español nacionalizado chileno Juan Pedrals junto a su ingeniero asesor y jefe de proyectos Jorge Rodríguez Sobarzo, así como Manfred Hecht Mittersteiner, jefe de producción de la subsidiaria internacional de ENAP, Sipetrol y el estadounidense Ernest Schneider.

## Libros
- La segunda fundación de la república (1976)